# Galactia microphylla
Galactia microphylla là một loài thực vật có hoa trong họ Đậu. Loài này được (Chapman) Hall & Ward miêu tả khoa học đầu tiên.